# William Carlos Williams
William Carlos Williams (thường viết tắt là WCW; 17 tháng 9 năm 1883 – 4 tháng 3 năm 1963) là một nhà thơ Mỹ, một gương mặt quan trọng của thơ ca Mỹ thế kỷ 20.

## Tiểu sử
William Carlos Williams sinh tại Rutherford, New Jersey. Bố là William George Williams - người Anh di cư sang Mỹ, mẹ là Helene Raquel Williams – người gốc Pháp sinh ở Puerto-Rico. Năm 1902 vào học khoa y ở Đại học Pennsylvania. Thời sinh viên kết bạn với Ezra Pound, Marianne Moore và Hilda Doolittle. William Carlos Williams cả đời hành nghề bác sĩ ở thành phố quê hương và cứ khoảng 2 năm lại in một tập thơ. Những tác phẩm đáng kể nhất của ông có thể kể đến: In the American Grain (Trên đất Mỹ, 1925) – sách về những danh nhân nước Mỹ, The Great American Novel (Tiểu thuyết vĩ đại của nước Mỹ, 1923) – viết về tiểu thuyết Ulysses của James Joyce, The White Mule (Con lừa trắng, 1938) – tiểu thuyết về trẻ sơ sinh, Spring and All (Mùa xuân và tất cả, 1923) – tập thơ, Collected Later Poems (Tuyển tập thơ thời kỳ sau, 1950), Paterson (Tập thơ, 1946–1958).
William Carlos Williams là nhà thơ đã làm thay đổi diện mạo thơ ca Mỹ hiện đại. Ông là nhà thơ góp phần quan trọng nâng cao ý thức về tính đặc thù của văn chương Mỹ. Một nền văn chương đề cao sự cụ thể, tính địa phương, và sự trực tiếp trong ngôn ngữ. Ông quan niệm ngôn ngữ thơ phải có khả năng truyền đạt trực tiếp, như cái cách mà nó được sử dụng trong đàm thoại hàng ngày. Ông phản đối ngôn ngữ "gợi mở" nghệ thuật của T. S. Elliot, gọi tác phẩm Đất hoang là "một thảm họa vĩ đại". Thơ, theo ông, phải mang tính đặc thù địa phương, cụ thể và chính xác. Khẩu hiệu thơ nổi tiếng của Williams: "không ý tưởng, chỉ bằng vào sự vật". Dưới đây là một bài thơ rất nổi tiếng trong thập niên 1920.
| so much depends upon a red wheel barrow glazed with rain water beside the white chickens. | quá nhiều thứ phụ thuộc vào chiếc xe ba gác màu đỏ che phủ bới nước mưa bên cạnh đàn gà màu trắng. |

Bài thơ là một câu gồm 14 từ rất đơn giản, không vần điệu và không sử dụng một thủ thuật nào cả. Nhìn sự vật và hiện tượng theo một cách mới mẻ như vốn có, không theo những khuôn phép cũ – đó là đòi hỏi của thơ Mỹ hiện đại mà William Carlos Williams là một trong những người đi đầu. Trong tinh thần này, Williams hoàn toàn đi ngược lại những nhà hiện đại chủ nghĩa đương thời như T.S. Elliot, Wallace Stevens. Ông khước từ tính biểu tượng của sự vật trong thơ. Tuy vậy, trong trường ca Paterson, viết vào lúc cuối đời, nhiều hình ảnh trong thơ ông cũng mang tính biểu tượng. Với trường ca Paterson, ông cho thấy những tầng lớp phức tạp của kiểu thơ trí tuệ mà trước đây ông khước từ. Williams Carlos Williams được tặng giải thưởng thơ năm 1950. Năm 1963 được tặng huy chương vàng của Viện nghệ thuật Quốc gia và giải Pulitzer. Ông là nhà thơ ảnh hưởng đến nhiều tên tuổi nổi tiếng như Allen Ginsberg, Charles Olson, Denise Levertov, Robert Creeley, Robert Lowell...

## Tác phẩm
Thơ
- Poems (1909)
- Five of Shot of Five (1910)
- The Tempers (1913)
- Al Que Quiere (1917)
- Kora in Hell. Improvisations (1920, repr. 1973)
- Sour Grapes (1921)
- Spring and All (Mùa xuân và tất cả, 1923)
- Go Go (1923)
- The Cod Head (1932)
- Collected Poems, 1921-1931 (1934)
- An Early Martyr and Other Poems (1935)
- Adam & Eve & The City (1936)
- The Complete Collected Poems of William Carlos Williams, 1906-1938 (1938)
- The Broken Span (1941)
- The Wedge (1944)
- Paterson (Bác sĩ Paterson) (Book I, (1946); Book II, (1948); Book III, (1949); Book IV, (1951); Book V, (1958)
- Clouds, Aigeltinger, Russia (1948)
- The Collected Later Poems (Tuyển tập thơ thời kỳ sau, 1950; rev. ed.1963)
- Collected Earlier Poems (1951; rev. ed., 1966)
- The Desert Music and Other Poems (1954)
- Journey to Love (1955)
- Pictures from Brueghel and Other Poems (Hình ảnh từ Brueghel và những bài thơ khác, 1962)
- Paterson (Books I-V in one volume, (1963)
- Imaginations (1970)
- Collected Poems: Volume 1, 1909-1939 (1988)
- Collected Poems: Volume 2, 1939-1962 (1989)
- Early Poems (1997)

Văn xuôi
- Kora in Hell (1920)
- The Great American Novel (Tiểu thuyết vĩ đại của nước Mỹ, 1923)
- Spring and All (1923)
- In the American Grain (1925, 1967, repr. New Directions 2004)
- A Voyage to Pagany (1928; repr. 1970)
- Novelette and Other Prose (1932)
- The Knife of the Times, and Other Stories (1932; repr. 1974)
- White Mule (Con lừa trắng, 1937; repr. 1967)
- Life along the Passaic River (1938)
- In the Money (1940; repr. 1967)
- Make Light of It: Collected Stories (1950)
- Autobiography (1951; 1967)
- The Build-Up (1952)
- Selected Essays (1954)
- The Selected Letters of William Carlos Williams (1957)
- I Wanted to Write a Poem: The Autobiography of the Works of a Poet (1958)
- Yes, Mrs. Williams: A Personal Record of My Mother (1959)
- The Farmers' Daughters: Collected Stories (1961)
- Imaginations (1970)
- The Embodiment of Knowledge (1974)
- Interviews With William Carlos Williams: "Speaking Straight Ahead" (1976)
- A Recognizable Image: William Carlos Williams on Art and Artists (1978)
- Pound/Williams: Selected Letters of Ezra Pound and William Carlos Williams (1996)
- The Collected Stories of William Carlos Williams (1996)
- The Letters of Denise Levertov and William Carlos Williams (1998)
- William Carlos Williams and Charles Tomlinson: A Transatlantic Connection (1998)

Kịch
- Many Loves and Other Plays: The Collected Plays of William Carlos Williams (1961)

Truyện ngắn
- The Knife of the Times
- The Use of Force

## Một vài bài thơ
| Apology Why do I write today? The beauty of the terrible faces of our nonenties stirs me to it: coloured women day workers old and experiences- returning home at dusk in cast off clothing faces like old Florentine oak. also The set pieces Of our faces stir me- leading citizens- but not in the same way. Proleterian portrait A big young bareheaded woman in an apron Her hair slicked back standing on a street One stockinged foot toeing the sidewalk Her shoe in her hand. Looking intently into it she pulls out the paper insole to find the nail That has been hurting her Memory of April You say love is this, love is that: Poplar tassels, willow tendrils the wind and the rain comb, tinkle and drip, tinkle and drip— branches drifting apart. Hagh! Love has not even visited this country. This Is Just to Say I have eaten the plums that were in the icebox and which you were probably saving for breakfast Forgive me they were delicious so sweet and so cold | Lời biện hộ Tại vì sao ngày hôm nay tôi viết? Đó là vẻ đẹp những gương mặt khủng khiếp của những kẻ vô danh gợi cho tôi cảm xúc: những phụ nữ da đen ngày làm việc của những công nhân già cả và giàu kinh nghiệm trở về nhà rất muộn trong bộ quần áo nát nhàu những gương mặt của họ giống như cây sối Florentine xưa cũ. và nữa Những bộ mặt của Quý vị gây cảm hứng cho tôi – những con người – đáng nể nhưng đó là chuyện khác. Chân dung người vô sản Một người phụ nữ to lớn đầu trần mặc yếm Với mái tóc chải bóng đứng ở bên đường một chân mang bít tất phụ nữ chạm đến lề đường Chiếc giày nàng cầm trong tay. Và nhìn vào trong rất chăm chú người phụ nữ lôi cái đế giày bằng giấy muốn tìm chiếc đinh Đã từ lâu làm đau chân nàng Ký ức tháng Tư Bạn nói: "Tình yêu là, tình yêu là: chiếc lá cây dương, là chùm liễu rủ là chiếc lược của mưa của gió là giọt nhỏ và tiếng leng keng – những cành lá rung rinh" – Ha! Tình không bao giờ đến những nơi này cả. Điều cần nói Anh đã ăn những quả nho khô lấy từ trong tủ lạnh những quả nho mà em định để dành cho bữa sáng Tha lỗi cho anh nho thật là ngon thật ngọt và thật mát. Bản dịch của Nguyễn Viết Thắng |